# Liste der Monuments historiques in Bourmont-entre-Meuse-et-Mouzon
Die Liste der Monuments historiques in Bourmont-entre-Meuse-et-Mouzon führt die Monuments historiques in der französischen Gemeinde Bourmont-entre-Meuse-et-Mouzon auf.

## Liste der Immobilien
| Bezeichnung       | Beschreibung              | Standort                                  | Kennzeichnung | Schutzstatus | Datum | Bild           |
| ----------------- | ------------------------- | ----------------------------------------- | ------------- | ------------ | ----- | -------------- |
| Kirche St-Martin  | Chorraum, 12. Jahrhundert | Gonaincourt, rue de l’Église (Lage)       | PA00078961    | Inscrit      | 1925  | weitere Bilder |
| Wohnhaus          | in Renaissanceformen      | Bourmont, 4 rue du Général-Leclerc (Lage) | PA00078963    | Inscrit      | 1925  |                |
| Kirche Notre-Dame | aus dem 18. Jahrhundert   | Bourmont, rue des Chanoines (Lage)        | PA00078962    | Inscrit      | 1980  | weitere Bilder |

## Liste der Objekte
| Bezeichnung                  | Beschreibung                                                                            | Standort                                  | Kennzeichnung | Schutzstatus | Datum | Bild |
| ---------------------------- | --------------------------------------------------------------------------------------- | ----------------------------------------- | ------------- | ------------ | ----- | ---- |
| Skulptur Madonna mit Kind    | Holz, farbig gefasst, 18. Jahrhundert                                                   | Bourmont, in der Kirche Notre-Dame (Lage) | PM52000147    | Classé       | 1970  |      |
| Hauptaltar                   | Altarstufen, Altartisch und Tabernakel; Marmor, 18. Jahrhundert                         | Bourmont, in der Kirche Notre-Dame (Lage) | PM52000146    | Classé       | 1970  |      |
| Gemälde Mariä Verkündigung   | Ölfarbe auf Leinwand, 17. Jahrhundert                                                   | Bourmont, in der Kirche Notre-Dame (Lage) | PM52000144    | Classé       | 1970  |      |
| Kanzel                       | Holz, 18. Jahrhundert                                                                   | Bourmont, in der Kirche Notre-Dame (Lage) | PM52000145    | Classé       | 1970  |      |
| Skulptur Johannes der Täufer | Stein, farbig gefasst, 16. Jahrhundert                                                  | Nijon, in der Kirche St-Rémy (Lage)       | PM52000950    | Classé       | 1977  |      |
| Hauptaltar                   | Altartisch, Tabernakel und Retabel; Holz, farbig gefasst und vergoldet, 18. Jahrhundert | Nijon, in der Kirche St-Rémy (Lage)       | PM52001892    | Inscrit      | 1978  |      |
| Grabdenkmal                  | Stein, bezeichnet 1551                                                                  | Nijon, in der Kirche St-Rémy (Lage)       | PM52000949    | Classé       | 1977  |      |
| Skulptur Heiliger Remigius   | Holz, farbig gefasst und vergoldet, 18. Jahrhundert                                     | Nijon, in der Kirche St-Rémy (Lage)       | PM52001893    | Inscrit      | 1978  |      |
| Skulptur Heiliger Hilarius   | Holz, farbig gefasst und vergoldet, 18. Jahrhundert                                     | Nijon, in der Kirche St-Rémy (Lage)       | PM52001894    | Inscrit      | 1978  |      |